# Nacionalni park Wrangell-St. Elias
Nacionalni park Wrangell-St. Elias jedan je od 58 nacionalnih parkova Sjedinjenih Američkih Država, smješten na jugu savezne države Aljaske. On svojom istočnom stranom (i gorjem Saint Elias) graniči s NP Kluane u Yukonu (Kanada) s kojim je, zajedno i s drugim zaštićenim područjima, zajedno upisan na UNESCO-ov popis mjesta svjetske baštine u Sjevernoj Americi još 1979. godine jer se „u ovom području nalazi najveća ledenjačka kapa izvan polarnih krugova, te spektakularni vrhovi i ledenjaci koji su dom mnogim sivim medvjedima, sobovima i aljaskim ovcama (Ovis dalli)”.
Park nosi naziv po Ferdinandu von Wrangelu, ruskom istraživaču i admiralu po kojem je nazvan vulkan Wrangell, te po planini Saint Elias koja je sastavni dio parka. 

## Odlike
Wrangell-St. Elias nacionalni park ima površinu od 53.321 km² i prostorno je najveći američki nacionalni park, a veći je čak od devet američkih saveznih država. Sastavni dio parka čini i planina Saint Elias koja je visinom od 5.489 m druga najviša u državi, ali i u Kanadi. Sveukupno, u parku se nalazi 9 od 16 najviših vrhova SAD-a. Od planine Saint Elias na sjever do gorja Chugach smjestilo se 200 km dugo, 10 km široko i do 1 km debelo, ledenjačko polje Bagley, koje je najveća ledenjačka kapa izvan polarnih krugova. Veći dio parka, oko 66%, je također i rezervat divljine, najveći u SAD-u. On je po osnutku, 2. prosinca 1980. godine, proglašen i za rezervat biosfere.
Planinu Saint Elias narod Tlingit zove Yaas'éit'aa Shaa, što znači „planina iza ledenog zaljeva”. Naime, prema njihovoj legendi planina Saint Elias i Mount Fairweather (koju oni zovu Tsalxhaan) u NP Glacier Bay su nekada bile susjedne ali su se posvađale i odvojile, a svi vrhovi između njih, koji su nešto niži od ova dva, su Tsalxhaan Yatx'i („djeca Tsalxhaana”). Saint Elias je najviša planina na svijetu koja je samo 16 km udaljena od morske obale. Zbog toga se njezin vrh vizualno gotovo okomito uzdiže iznad krajolika, usporedivo s vrhom Mount McKinley i Himalajskim vrhovima.
Vulkan Mount Wrangell se nalazi na sjeveru parka i izdiđe se 3.700 m iznad rijeke Copper. On ima masu od oko 920 km³, što ga čini više nego duplo masivnijim od najvećeg stratovulkana Kaskadskog gorja, Mount Shasta. On je dio istoimenog vulkanskog polja koje se proteže 250 km od južne Aljaske u Yukon u Kanadi, a aktivno je bilo od pleistocena do holocena. Sam vulkan Wrangell je posljednji put bio aktivan 1884. godine, te je njegova kaldera od tada ispunjena ledom promjera 4x6 km.
Pristup parku je moguć autocestom iz pravca Anchoragea, a kroz park vode i dvije makadamske ceste (McCarthy Road i Nabesna Road) što njegovu unutrašnjost čini pogodnom destinacijom za kampiranje u divljini i planinarenje. Park je 2011. godine posjetilo više od 60.000 posjetitelja, te zbog svoje udaljenosti, veličine, ali i pristupačnosti, zanimanje za njega samo raste.
- Ledenjak Malaspina iz svemira
- Ledenjačko polje Bagley
- Nacionalni park Wrangell-St. Elias
- Turistička cesta McCarthy
- Dvostruka duga u parku

Klima
| Klimatološki srednjaci za Zračna luka Wrangell, Aljaska    | Klimatološki srednjaci za Zračna luka Wrangell, Aljaska | Klimatološki srednjaci za Zračna luka Wrangell, Aljaska | Klimatološki srednjaci za Zračna luka Wrangell, Aljaska | Klimatološki srednjaci za Zračna luka Wrangell, Aljaska | Klimatološki srednjaci za Zračna luka Wrangell, Aljaska | Klimatološki srednjaci za Zračna luka Wrangell, Aljaska | Klimatološki srednjaci za Zračna luka Wrangell, Aljaska | Klimatološki srednjaci za Zračna luka Wrangell, Aljaska | Klimatološki srednjaci za Zračna luka Wrangell, Aljaska | Klimatološki srednjaci za Zračna luka Wrangell, Aljaska | Klimatološki srednjaci za Zračna luka Wrangell, Aljaska | Klimatološki srednjaci za Zračna luka Wrangell, Aljaska | Klimatološki srednjaci za Zračna luka Wrangell, Aljaska |
| mjesec                                                     | sij                                                     | velj                                                    | ožu                                                     | tra                                                     | svi                                                     | lip                                                     | srp                                                     | kol                                                     | ruj                                                     | lis                                                     | stu                                                     | pro                                                     | godina                                                  |
| ---------------------------------------------------------- | ------------------------------------------------------- | ------------------------------------------------------- | ------------------------------------------------------- | ------------------------------------------------------- | ------------------------------------------------------- | ------------------------------------------------------- | ------------------------------------------------------- | ------------------------------------------------------- | ------------------------------------------------------- | ------------------------------------------------------- | ------------------------------------------------------- | ------------------------------------------------------- | ------------------------------------------------------- |
| srednji maksimum, °C                                       | 1,1                                                     | 3,3                                                     | 5,7                                                     | 9,2                                                     | 13,1                                                    | 16,2                                                    | 17,8                                                    | 17,5                                                    | 14,2                                                    | 9,7                                                     | 4,6                                                     | 1,9                                                     | 9,5                                                     |
| srednja dnevna temperatura, °C                             | −1,6                                                    | 0,3                                                     | 2,5                                                     | 5,3                                                     | 8,7                                                     | 11,7                                                    | 13,5                                                    | 13,3                                                    | 10,6                                                    | 6,7                                                     | 1,9                                                     | −0,6                                                    | 6,0                                                     |
| srednji minimum, °C                                        | −4,5                                                    | −2,5                                                    | −0,7                                                    | 1,3                                                     | 4,2                                                     | 7,2                                                     | 9,1                                                     | 9,2                                                     | 7,0                                                     | 3,6                                                     | −0,7                                                    | −3,2                                                    | 2,5                                                     |
| oborine, mm                                                | 175,6                                                   | 154,2                                                   | 145,8                                                   | 127,0                                                   | 111,3                                                   | 102,9                                                   | 126,2                                                   | 154,2                                                   | 220,8                                                   | 337,8                                                   | 253,9                                                   | 207,2                                                   | 2118,0                                                  |
| Izvor: Worldclimate.com, podaci za razdoblje 1961. – 1990. |                                                         |                                                         |                                                         |                                                         |                                                         |                                                         |                                                         |                                                         |                                                         |                                                         |                                                         |                                                         |                                                         |

## Vanjske poveznice
- Hiking & Backpacking (engl.)
- http://www.wrangell.st.elias.national-park.com/  Arhivirana inačica izvorne stranice od 20. veljače 2010. (Wayback Machine)